# 부틀

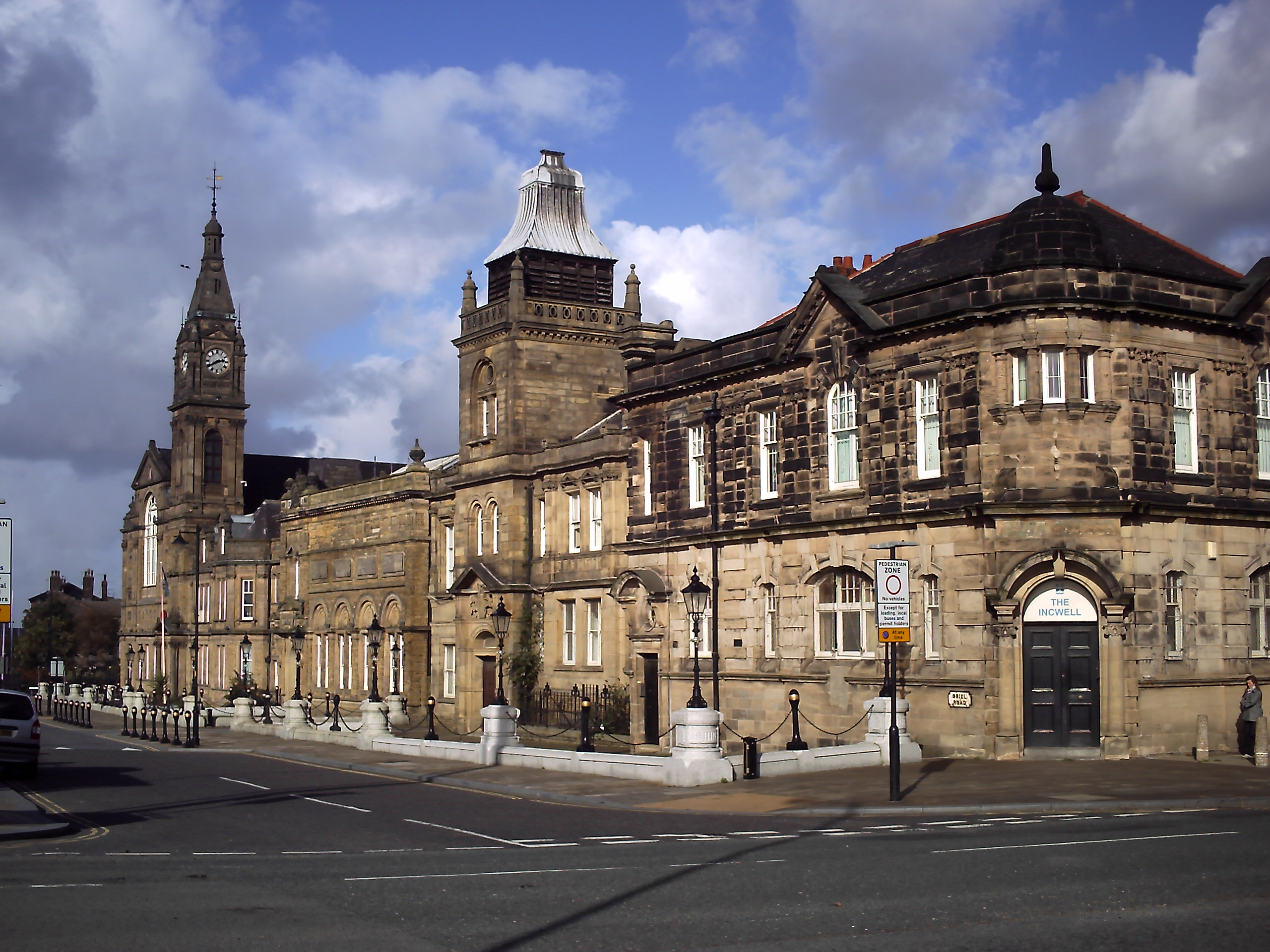
부틀

부틀(영어: Bootle)은 잉글랜드 머지사이드주에 위치한 도시로 인구는 98,449명(2011년 기준)이다.